# Garsk
Garsk (kaszb.Gôrsk) – kolonia w Polsce położona w województwie pomorskim, w powiecie człuchowskim, w gminie Rzeczenica. 
Kolonia nad zachodnim brzegiem jeziora Krępsko, wchodzi w skład sołectwa Olszanowo.
W latach 1975–1998 miejscowość administracyjnie należała do województwa słupskiego.